# Andrena alamonis
Andrena alamonis är en biart som beskrevs av Henry Lorenz Viereck 1917. Den ingår i släktet sandbin och familjen grävbin. Inga underarter finns listade i Catalogue of Life.

## Beskrivning
Grundfärgen är övervägande svart, med undantag för käkarna, vars yttre delar kan vara rödaktiga, undersidan av antennerna som är mörkt rödbrun, samt vingarna som kan vara svagt rökfärgade med rödbruna ribbor. Pälsen är till största delen vit till ljust gulbrun, något mörkare på mellankroppens rygg. Polleninsamlingshåren på honans bakben är ljusa. Honans kroppslängd är mellan 8 och 10 mm, hanens omkring 9 mm.

## Utbredning
Arten förekommer i sydvästra USA, där den påträffats i nordvästra och sydöstra Arizona, södra New Mexico, samt västra och nordöstra Texas.

## Ekologi
Habitatet utgörs främst av ökenliknande områden. Arten flyger företrädesvis till korsblommiga växter.